# The Face Vietnam (mùa 3)
Gương mặt Người mẫu Việt Nam 2018 (hay còn gọi là The Face Vietnam - Mùa 3) là chương trình truyền hình thực tế về tìm kiếm và đào tạo người mẫu quảng cáo hàng đầu. Đây là mùa thứ 3 được Multimedia JSC mua bản quyền dựa trên format chương trình The Face lừng danh thế giới của Endemol Shine. Siêu mẫu - á hậu Võ Hoàng Yến, siêu mẫu - diễn viên Thanh Hằng và ca sĩ - diễn viên Minh Hằng đóng vai trò huấn luyện viên cùng với Nam Trung đảm nhiệm vị trí dẫn chương trình đồng thời là giám khảo. Chương trình lên sóng VTV9 vào 20h50 và HanoiTV1 vào 22h10 Chủ nhật hàng tuần từ ngày 30 tháng 9 năm 2018 đến ngày 30 tháng 12 năm 2018

## Khái quát

### Luật thi đấu
Trong vòng Casting sơ tuyển, các thí sinh sẽ phải trải qua 2 phần thi chính: Catwalk giấu mặt và Chụp hình mặt mộc. Trong Catwalk giấu mặt, các thí sinh sẽ catwalk theo cặp hai người với trang phục phô diễn hình thể trong khi bị che mặt (đội khẩu trang, mũ cho nam và mũ rộng vành cho nữ). Các mentor sẽ giơ bảng Yes hoặc No, nếu nhận được 2 bảng "Yes" trở lên sẽ được đi tiếp. Trong phần thi Chụp hình mặt mộc, các thí sinh phải tẩy trang để chụp hình theo cặp hoặc nhóm ba người. Kết quả top 36 sẽ được các mentor, host (dẫn chương trình) và nhà sản xuất thảo luận và công bố cho các thí sinh qua video call sau một khoảng thời gian.
Trong vòng Pickteam (chọn đội), mỗi mentor sẽ chọn cho mình 5 thí sinh trong top 36 để trải qua các thử thách của chương trình. Các mentor bắt buộc giơ bảng ghi tên team mình lên nếu muốn chọn thí sinh. Nếu thí sinh không được mentor nào chọn sẽ bị loại, nếu có 1 mentor chọn sẽ về team mentor đó, nếu có 2 hoặc 3 mentor chọn thì quyền quyết định về team nào thuộc về thí sinh.
Trong các tập tiếp theo, mỗi tập các thí sinh sẽ tham gia vào 1 thử thách cá nhân (master class) và 1 thử thách nhóm (campaign). 
Thử thách cá nhân sẽ có 1 mentor hướng dẫn và khách mời, bỏ qua việc phân chia team, họ sẽ chọn 1 thí sinh thắng thử thách này mỗi tập. Người chiến thắng sẽ quyết định thứ tự thi của các team trong thử thách nhóm cùng tập, cũng như nhận được một số phần thưởng và quyền lợi khác.
Trong thử thách nhóm, mỗi huấn luyện viên sẽ giám sát team mình, sẽ có sự tham gia của các khách mời để chấm điểm và công bố team nào làm xuất sắc nhất. Mỗi team thực hiện trong một khoảng thời gian được ấn định và các mentor sẽ không được nói chuyện với thí sinh trong khoảng thời gian tự luyện, nếu vi phạm sẽ bị trừ thời gian thi đấu.
Các thí sinh từ team chiến thắng sẽ không bị vào phòng loại trừ. Mentor 2 team thua phải chọn 1 thí sinh từ team của họ để vào phòng loại trừ. Trong trường hợp chỉ còn 2 team thi đấu (1 team bị loại hết) thì mentor team thua sẽ phải bắt buộc đưa 2 thí sinh vào phòng loại trừ (nếu team thua chỉ còn 1 thí sinh thì thí sinh đó đương nhiên bị loại mà không cần vào phòng loại trừ). Mentor team thắng sẽ quyết định 1 thí sinh sẽ phải ra về trong phòng loại trừ (có thể không loại hoặc loại cả hai thí sinh tùy tình huống), khi đã ra khỏi phòng loại trừ thì mọi sự thay đổi về quyết định loại đều không được chấp nhận. Trường hợp hiếm gặp chỉ còn 1 team thi đấu (2 team bị loại hết) thì mentor team đó sẽ bắt buộc tự loại 1 thí sinh team họ. 
Quá trình loại bỏ được lặp lại mỗi tuần cho đến tập bán kết.
Ở tập bán kết, sau khi công bố team chiến thắng thử thách nhóm, các mentor (của những team còn thí sinh) sẽ lựa chọn 1 thí sinh xuất sắc nhất team họ bước vào Final Walk. Mentor team thắng thử thách nhóm sẽ được chọn thêm 1 thí sinh bước vào Final Walk (nếu team đó chỉ còn 1 thí sinh thì không sử dụng quyền này). Thí sinh chiến thắng cuộc thi sẽ trở thành The Face Vietnam - Gương mặt Người mẫu Việt Nam 2018.

### Giải thưởng
Người chiến thắng sẽ nhận được các giải thưởng sau đây:
- Một hợp đồng làm việc độc quyền trong vòng hai năm với công ty quản lý và đào tạo người mẫu BeU Models
- Trở thành gương mặt quảng cáo cho thương hiệu trà sữa đóng chai Macchiato trong vòng một năm
- Xuất hiện trên trang bìa tạp chí thời trang Her World Vietnam
- Một thẻ thành viên VIP cùng huấn luyện viên cá nhân và tiền mặt tại phòng tập thể hình CitiGym trị giá 200 triệu đồng
- Gương mặt đại diện cho Tuần lễ Thời trang Quốc tế Việt Nam – Vietnam International Fashion Week Xuân Hè 2019
- Tham gia khoá học "Xây dựng và định hình phong cách" của Image Coach trị giá 200 triệu đồng trong vòng một năm

## Dẫn chương trình và Huấn luyện viên Mùa 3
| Huấn luyện viên  | Tập       | Tập       | Tập       | Tập       | Tập       | Tập       | Tập       | Tập       | Tập       | Tập       | Tập       | Tập       | Tập       |
| Huấn luyện viên  | 1         | 2         | 3         | 4         | 5         | 6         | 7         | 8         | 9         | 10        | 11        | 12        | 13        |
| ---------------- | --------- | --------- | --------- | --------- | --------- | --------- | --------- | --------- | --------- | --------- | --------- | --------- | --------- |
| Minh Hằng        | Top 5     | Nguy hiểm | Thắng     | Loại      | Nguy hiểm | Nguy hiểm | Thắng     | Thắng     | Nguy hiểm | Loại      | Loại      | Thắng     | Về nhì    |
| Minh Hằng        | Top 5     | Nguy hiểm | Thắng     | Loại      | Nguy hiểm | Nguy hiểm | Thắng     | Thắng     | Nguy hiểm | Loại      | Loại      | Loại      | Về nhì    |
| Thanh Hằng       | Top 5     | Thắng     | Nguy hiểm | Nguy hiểm | Loại      | Thắng     | Nguy hiểm | Loại      | Loại      | Thắng     | Nguy hiểm | Loại      | Thắng     |
| Võ Hoàng Yến     | Top 5     | Loại      | Loại      | Thắng     | Thắng     | Loại      | Nguy hiểm | Nguy hiểm | Thắng     | Nguy hiểm | Thắng     | Loại      | Về nhì    |
| Dẫn chương trình | Nam Trung | Nam Trung | Nam Trung | Nam Trung | Nam Trung | Nam Trung | Nam Trung | Nam Trung | Nam Trung | Nam Trung | Nam Trung | Nam Trung | Nam Trung |

     Đội chiến thắng
     Đội về nhì
     Đội chiến thắng thử thách theo nhóm
     Đội có thí sinh lọt vào Top nguy hiểm
     Đội có thí sinh bị loại

## Thí sinh
Chú ý: Tính theo độ tuổi khi còn trong chương trình
| Thí sinh | Thí sinh                   | Tuổi | Chiều cao               | Quê quán              | Huấn luyện viên | Bị loại | Thứ hạng | Ghi chú |
|          | Nguyễn Huy Quang           | 23   | 1,88 m (6 ft 2 in)      | Hải Dương             | Võ Hoàng Yến    | Tập 2   | 15       | Top 37 Siêu Mẫu Việt Nam 2015 Á Quân 2 Vietnam's Next Top Model 2016                                                                                      |
|          | Trần Đắc Lộc "Brian"       | 27   | 1,86 m (6 ft 1 in)      | Thành phố Hồ Chí Minh | Võ Hoàng Yến    | Tập 3   | 14       | |
|          | Nguyễn Xuân Phúc           | 26   | 1,80 m (5 ft 11 in)     | Hà Nội                | Minh Hằng       | Tập 4   | 13       | |
|          | Nguyễn Phạm Minh Đức "Mid" | 28   | 1,88 m (6 ft 2 in)      | An Giang              | Thanh Hằng      | Tập 5   | 12       | |
|          | Trần Tuyết Như             | 23   | 1,70 m (5 ft 7 in)      | Thành phố Hồ Chí Minh | Võ Hoàng Yến    | Tập 6   | 11       | Á Hậu 1 Hoa hậu Thanh lịch Trung Hoa-Asean 2017 Top 16 Hoa hậu Hoàn vũ Việt Nam 2022 Á Hậu 2 Hoa hậu Hòa bình Việt Nam 2022                               |
|          | Hồ Thu Anh                 | 22   | 1,67 m (5 ft 5+1⁄2 in)  | Hà Nội                | Thanh Hằng      | Tập 8   | 10       | |
|          | Nguyễn Thị Lệ Nam          | 22   | 1,75 m (5 ft 9 in)      | Tiền Giang            | Thanh Hằng      | Tập 9   | 9        | Quán quân Người mẫu Thời trang Việt Nam 2018 Top 16 Hoa hậu Hoàn vũ Việt Nam 2022 Top 10 Miss Universe Vietnam 2023 Top 15 Hoa hậu Hòa bình Việt Nam 2024 |
|          | Hoàng Như Mỹ               | 21   | 1,65 m (5 ft 5 in)      | Lâm Đồng              | Minh Hằng       | Tập 10  | 8        | Top 41 Hoa hậu Hoàn vũ Việt Nam 2022 |
|          | H'Bella H'Đơk              | 26   | 1,71 m (5 ft 7+1⁄2 in)  | Đắk Nông              | Minh Hằng       | Tập 11  | 7        | Tham gia The New Mentor - Người mẫu Toàn năng 2023 (dừng chân ở vòng đối đầu)                                                                             |
|          | Tôn Thọ Tuấn Kiệt          | 23   | 1,82 m (5 ft 11+1⁄2 in) | Thành phố Hồ Chí Minh | Võ Hoàng Yến    | Tập 12  | 6-4      | |
|          | Bùi Thị Linh Chi           | 22   | 1,68 m (5 ft 6 in)      | Hà Nội                | Thanh Hằng      | Tập 12  | 6-4      | Top 41 Hoa hậu Hoàn vũ Việt Nam 2022 |
|          | Trương Thanh Long          | 35   | 1,68 m (5 ft 6 in)      | Lâm Đồng              | Minh Hằng       | Tập 12  | 6-4      | |
|          | Lê Thị Trâm Anh            | 23   | 1,61 m (5 ft 3+1⁄2 in)  | Bình Phước            | Minh Hằng       | Tập 13  | 3-2      | |
|          | Nguyễn Quỳnh Anh           | 19   | 1,71 m (5 ft 7+1⁄2 in)  | Hà Nội                | Võ Hoàng Yến    | Tập 13  | 3-2      | Top 10 Face of Asia 2019 Quán Quân Supermodel Me 2021 Á hậu 1 Miss Universe Vietnam 2024                                                                  |
|          | Mạc Trung Kiên             | 21   | 1,84 m (6 ft 1⁄2 in)    | Hải Dương             | Thanh Hằng      | Tập 13  | 1        | Top 16 Nam Vương Toàn Cầu 2016 Top 10 Hot Face Việt Nam 2017                                                                                              |

Thí sinh nam
Thí sinh nữ

## Các tập phát sóng

### Tập 1: Cuộc Chiến Chính Thức Bắt Đầu - Casting
Ngày phát sóng: 30 tháng 9 năm 2018
| Bảng chọn đội | Bảng chọn đội        | Bảng chọn đội | Bảng chọn đội            | Bảng chọn đội            | Bảng chọn đội            |
| Thứ tự        | Thí sinh             | Tuổi          | Huấn luyện viên (Mentor) | Huấn luyện viên (Mentor) | Huấn luyện viên (Mentor) |
| Thứ tự        | Thí sinh             | Tuổi          | Võ Hoàng Yến             | Thanh Hằng               | Minh Hằng                |
| ------------- | -------------------- | ------------- | ------------------------ | ------------------------ | ------------------------ |
| 1             | Mạc Trung Kiên       | 19            | —                        | ✔                        | —                        |
| 2             | Hoàng Như Mỹ         | 21            | —                        | —                        | ✔                        |
| 3             | Bùi Thị Linh Chi     | 22            | —                        | ✔                        | —                        |
| 4             | Brian Trần Đắc Lộc   | 27            | ✔                        | —                        | —                        |
| 5             | Nguyễn Hồng Đức      | 24            | —                        | —                        | —                        |
| 6             | Đàm Quang Phúc       | 31            | —                        | —                        | —                        |
| 7             | Nguyễn Kiều Diễm     | 25            | —                        | —                        | —                        |
| 8             | Misoa Kim Anh        | 27            | —                        | —                        | —                        |
| 9             | Nhikolai Đinh        | 23            | —                        | —                        | —                        |
| 10            | Trương Thanh Long    | 35            | —                        | ✔                        | ✔                        |
| 11            | Hồ Thu Anh           | 22            | ✔                        | ✔                        | —                        |
| 12            | Tôn Thọ Tuấn Kiệt    | 23            | ✔                        | —                        | —                        |
| 13            | Trần Tuyết Như       | 23            | ✔                        | —                        | —                        |
| 14            | Nguyễn Phạm Minh Đức | 28            | ✔                        | ✔                        | ✔                        |
| 15            | Lê Thị Trâm Anh      | 23            | —                        | —                        | ✔                        |
| 16            | Nguyễn Quỳnh Anh     | 19            | ✔                        | —                        | —                        |
| 17            | H'Bella H'Đơk        | 26            | —                        | —                        | —                        |
| 18            | Kiko Chan            | 28            | —                        | —                        | —                        |
| 19            | Nguyễn Thị Lệ Nam    | 22            | —                        | ✔                        | ✔                        |
| 20            | Nguyễn Huy Quang     | 23            | ✔                        | Full team                | ✔                        |
| 21            | Nguyễn Xuân Phúc     | 26            | Full team                | Full team                | ✔                        |

✔ Thí sinh được lựa chọn
     Thí sinh không được lựa chọn
     Thí sinh có nhiều mentor lựa chọn
     Thí sinh chỉ có một mentor lựa chọn
     Thí sinh được lựa chọn sau khi vén màn được mở
- Team Võ Hoàng Yến: Brian Trần Đắc Lộc, Tôn Thọ Tuấn Kiệt, Trần Tuyết Như, Nguyễn Huy Quang, Nguyễn Quỳnh Anh.
- Team Thanh Hằng: Nguyễn Thị Lệ Nam, Mạc Trung Kiên, Hồ Thu Anh, Nguyễn Phạm Minh Đức, Bùi Thị Linh Chi.
- Team Minh Hằng: Hoàng Như Mỹ, H'Bella H'Đớk, Nguyễn Xuân Phúc, Lê Thị Trâm Anh, Trương Thanh Long.

### Tập 2: Ván Cờ Tử Thần - Top 15
Ngày phát sóng: 14 tháng 10 năm 2018 
- Nội dung:

Thử thách cá nhân: Diễn xuất tình huống cùng hai khách mời Thanh Duy, Trấn Thành và Mentor Minh Hằng
Thử thách nhóm: Ghi hình thời trang một cú máy giới thiệu team với chủ đề "Thời hoàng kim trở lại".
- Chiến thắng thử thách cá nhân (Master class): Trương Thanh Long
- Chiến thắng thử thách nhóm (Campaign): Team Thanh Hằng
- Thí sinh vào phòng loại trừ: Huy Quang  & Trương Thanh Long
- Thí sinh bị loại: Huy Quang
- Khách mời: Thanh Duy Idol, Trấn Thành, Trần Nguyễn Thiên Hương

### Tập 3: Cuộc Đối Đầu GiữaVõ Hoàng YếnVà Song Hằng - Top 14
Ngày phát sóng: 21 tháng 10 năm 2018 
- Nội dung:

Thử thách cá nhân: Giải phóng hình thể với những điệu nhảy: Strong by Zumba, Sexy Dance và Hip hop.
Thử thách nhóm: CITYGYM One Shot Video.
- Chiến thắng thử thách cá nhân (Master Class): Team Võ Hoàng Yến
- Team chiến thắng thử thách nhóm (Campaign): Team Minh Hằng
- Thí sinh vào phòng loại trừ: Brian Trần Đắc Lộc & Mạc Trung Kiên
- Thí sinh bị loại: Brian Trần Đắc Lộc
- Khách mời: Jacinda, Nguyễn Thảo Quân

### Tập 4: Thời Hoàng Kim Trở Lại - Top 13
Ngày phát sóng: 28 tháng 10 năm 2018
| Nhóm | Thí sinh                        | Phong cách      |
| ---- | ------------------------------- | --------------- |
| 1    | Tuấn Kiệt, Xuân Phúc, Thu Anh   | Street style    |
| 2    | Quỳnh Anh, Như Mỹ, Mid Nguyễn   | Sporty chic     |
| 3    | Tuấn Kiệt, Trâm Anh, Trung Kiên | Công sở         |
| 4    | Tuyết Như, Thanh Long, Linh Chi | Rock chic       |
| 5    | Quỳnh Anh, Bella H'Đơk, Lệ Nam  | Dạ tiệc Glamour |

- Chiến thắng thử thách cá nhân (Master class): Team Thanh Hằng
- Team chiến thắng thử thách nhóm (Campaign): Team Võ Hoàng Yến
- Thí sinh vào phòng loại trừ: Bùi Linh Chi & Nguyễn Xuân Phúc
- Thí sinh bị loại: Nguyễn Xuân Phúc
- Khách mời: Hà Đỗ, Abigail Baniqued

### Tập 5: Vì Đôi Mắt Là Vô Giá - Top 12
Ngày phát sóng: 4 tháng 11 năm 2018 
Thử thách cá nhân: Photoshoot thể hiện cảm xúc qua đôi mắt.
Thử thách nhóm: Rohto's "Because The Eyes Are Priceless" Poster.
- Chiến thắng thử thách cá nhân (Master class): Bùi Linh Chi
- Team chiến thắng thử thách nhóm (Campaign): Team Võ Hoàng Yến
- Thí sinh vào phòng loại trừ: Nguyễn Phạm Minh Đức (Mid Nguyễn) & Hoàng Như Mỹ
- Thí sinh bị loại: Nguyễn Phạm Minh Đức (Mid Nguyễn)
- Khách mời: Hirofumi Shiramatsu.

### Tập 6: Vị Ngon Khó Cưỡng Của Sự Chiến Thắng - Top 11
Ngày phát sóng: 11 tháng 11 năm 2018 
- Nội dung:

Thử thách cá nhân: Lồng tiếng quảng cáo trà sữa Machiato.
Thử thách nhóm: Macchiato Milk Tea One Shot Video.
- Chiến thắng thử thách cá nhân (Master Class): Team Minh Hằng
- Team chiến thắng thử thách nhóm (Campaign): Team Thanh Hằng
- Thí sinh vào phòng loại trừ: H'Bella H'Đớk & Trần Tuyết Như
- Thí sinh bị loại: Trần Tuyết Như
- Khách mời: Khánh Ái, Duy Khiêm, Trần Uyên Phương

### Tập 7: Vũ Điệu Của Sự Chiến Thắng - Top 10
Ngày phát sóng: 18 tháng 11 năm 2018 
- Nội dung:

Thử thách cá nhân: Viral Clip quảng bá hình ảnh cho các nhãn hàng chăm sóc sắc đẹp (Hada Lapo, Kem chống nắng Sunplay Skin Aqua, sản phẩm dưỡng da cho nam Oxy, Son trang điểm Lip On Lip).
Thử thách nhóm: Rohto's Products Viral Clip.
- Chiến thắng thử thách cá nhân (Master Class): Nguyễn Quỳnh Anh
- Team chiến thắng thử thách nhóm (Campaign): Team Minh Hằng
- Thí sinh vào phòng loại trừ: Mạc Trung Kiên & Tôn Thọ Tuấn Kiệt
- Khách mời: Hirofumi Shiramatsu

### Tập 8: Cuộc Chiến Hàng Hiệu - Top 10
Ngày phát sóng: 25 tháng 11 năm 2018 
- Nội dung:

Thử thách cá nhân: Photoshoot với bạn diễn đặc biệt là Animals cho chiến dịch quảng cáo thương hiệu.
Thử thách nhóm: Quay video thể hiện hình ảnh của 4 nhãn hàng (Robins, Mark & Spencer, SuperSports, Lee) với chủ đề: "Happy Holiday Shopping - Mua sắm mùa lễ hội".
- Chiến thắng thử thách cá nhân (Master Class): Hồ Thu Anh
- Team chiến thắng thử thách nhóm (Campaign): Team Minh Hằng
- Thí sinh vào phòng loại trừ: Hồ Thu Anh  & Tôn Thọ Tuấn Kiệt
- Thí sinh bị loại: Hồ Thu Anh
- Khách mời: Gael Hornebeck

### Tập 9: Chiến Thuật Thời Trang Đỉnh Cao - Top 9
Ngày phát sóng: 2 tháng 12 năm 2018
- Nội dung:

Thử thách cá nhân: Catwalk với đôi mắt bị che.
Thử thách nhóm: Quay video thời trang với phong cách Sweet Style.
- Chiến thắng thử thách cá nhân (Master Class): Trương Thanh Long
- Team chiến thắng thử thách nhóm (Campaign): Team Võ Hoàng Yến
- Thí sinh vào phòng loại trừ: Lê Thị Trâm Anh & Nguyễn Thị Lệ Nam
- Thí sinh bị loại: Nguyễn Thị Lệ Nam
- Khách mời: Trần Nguyễn Thiên Hương

### Tập 10: Chặng Đua Nước Rút - Top 8
Ngày phát sóng: 9 tháng 12 năm 2018 
- Nội dung:

Thử thách cá nhân: Thực hiện một TVC quảng cáo cho Khu nghỉ dưỡng Alma với hai bối cảnh (không gian gia đình, bãi biển của Khu nghỉ dưỡng Alma), các bối cảnh hoàn toàn là ảo và tưởng tượng. Theo đó các thí sinh sẽ được làm việc với phông xanh cùng với các khách mời nhí (bé Khánh An, bé Vân Nhi, bé Cao Toàn).
Thử thách nhóm: Thực hiện một bộ ảnh quảng bá cho Khu nghỉ dưỡng Alma với hai bối cảnh (không gian bãi cát với backround đằng sau là một bãi biển, diễn trên đồi cỏ với backround đằng sau là tổng thể của Alma Resort) với chủ đề: "Alma - Thiên đường nghỉ dưỡng đẳng cấp dành cho các gia đình". Theo đó các thí sinh sẽ được làm việc với phông xanh cùng với các khách mời nhí (bé Ngân Chi, bé Huy Khang, bé Hoàng Khôi).
Kết quả của thử thách nhóm sẽ tương ứng với 50% cùng với 50% của thử thách cá nhân sẽ tìm ra đội chiến thắng của tập 10.
- Chiến thắng thử thách cá nhân (Master Class): Team Minh Hằng
- Team chiến thắng thử thách nhóm (Campaign): Team Thanh Hằng
- Thí sinh vào phòng loại trừ: Hoàng Như Mỹ & Tôn Thọ Tuấn Kiệt
- Thí sinh bị loại: Hoàng Như Mỹ
- Khách mời: Kirk McDonald Park

### Tập 11: Ai lật ngược thế cờ với vị ngon khó cưỡng? - Top 7
Ngày phát sóng: 16 tháng 12 năm 2018 
- Nội dung:

Thử thách cá nhân: Casting cho 1 nhãn hàng.
Thử thách nhóm: Quay lại 1 đoạn TVC mới cho nhãn hàng trà sữa Macchiato Không độ với 30 phút thay vì 60 phút như trong đề bài. Ghi hình độc lập trên set.
- Chiến thắng thử thách cá nhân (Master Class): Bùi Linh Chi
- Team chiến thắng thử thách nhóm (Campaign): Team Hoàng Yến
- Thí sinh vào vòng loại trừ: Mạc Trung Kiên & H'Bella H'Đơk
- Thí sinh bị loại: H'Bella H'Đơk
- Khách mời: Stephan Reicherstorfer, Trần Uyên Phương

### Tập 12(Bán kết): Khám phá đất nước tươi đẹp Israel - Top 6
Ngày phát sóng: 23 tháng 12 năm 2018
- Nội dung: Tại Tel Aviv ở Israel, các thí sinh phải trải qua liên tiếp 3 thử thách: Chụp hình với lạc đà, Quay Video về đất nước Isarel và làm Vlog du lịch.
- Chiến thắng thử thách cá nhân: Quỳnh Anh.
- Team chiến thắng campaign: Team Minh Hằng
- Top 3 vào chung kết (Final Walk): Quỳnh Anh, Mạc Trung Kiên và Trâm Anh.
- Thí sinh bị loại: Tôn Thọ Tuấn Kiệt, Linh Chi, Thanh Long
- Khách mời: Trang Lê, Nadav Eschar, Galit Gutman, Doron Lebovich, Keren Naftali

### Tập 13: Final Walk
- Thử thách cá nhân: Final Walk
- Thử thách chính: Quay Video Photoshoot

Các thí sinh đạt giải trong đêm Chung kết:
| Thí sinh         | Huấn luyện viên | Bị loại | Kết quả   |
| ---------------- | --------------- | ------- | --------- |
| Lê Thị Trâm Anh  | Minh Hằng       | Tập 13  | Á quân 1  |
| Nguyễn Quỳnh Anh | Võ Hoàng Yến    | Tập 13  | Á quân 2  |
| Mạc Trung Kiên   | Thanh Hằng      | Tập 13  | Quán quân |

     Thí sinh chiến thắng
     Thí sinh về nhì
- Giám khảo khách mời: Nguyễn Công Trí, Trang Lê

## Thứ tự loại trừ
| Team Minh Hằng | Team Thanh Hằng | Team Võ Hoàng Yến |

| Thí sinh        | Tập | Tập        | Tập       | Tập    | Tập      | Tập      | Tập       | Tập     | Tập        | Tập            | Tập      | Tập       | Tập       | Tập       |
| Thí sinh        | 1   | 2          | 3         | 4      | 5        | 6        | 7         | 8       | 9          | 10             | 11       | 12        | 12        | 13        |
| --------------- | --- | ---------- | --------- | ------ | -------- | -------- | --------- | ------- | ---------- | -------------- | -------- | --------- | --------- | --------- |
| Thắng thử thách | —   | Thanh Long | Tuấn Kiệt | Lệ Nam | Linh Chi | Trâm Anh | Quỳnh Anh | Thu Anh | Thanh Long | Team Minh Hằng | Linh Chi | Quỳnh Anh | Quỳnh Anh | —         |
| Trung Kiên      | QUA | THẮNG      | THẤP      | AT     | AT       | THẮNG    | THẤP      | AT      | AT         | THẮNG          | THẤP     | AT        | AT        | QUÁN QUÂN |
| Trâm Anh        | QUA | AT         | THẮNG     | AT     | AT       | AT       | THẮNG     | THẮNG   | THẤP       | AT             | AT       | THẮNG     | THẮNG     | Á QUÂN    |
| Quỳnh Anh       | QUA | AT         | AT        | THẮNG  | THẮNG    | AT       | AT        | AT      | THẮNG      | AT             | THẮNG    | AT        | AT        | Á QUÂN    |
| Thanh Long      | QUA | THẤP       | THẮNG     | AT     | AT       | AT       | THẮNG     | THẮNG   | AT         | AT             | AT       | THẮNG     | LOẠI      |           |
| Linh Chi        | QUA | THẮNG      | AT        | THẤP   | AT       | THẮNG    | AT        | AT      | AT         | THẮNG          | AT       | LOẠI      | LOẠI      |           |
| Tuấn Kiệt       | QUA | AT         | AT        | THẮNG  | THẮNG    | AT       | THẤP      | THẤP    | THẮNG      | THẤP           | THẮNG    | LOẠI      | LOẠI      |           |
| Bella           | QUA | AT         | THẮNG     | AT     | AT       | THẤP     | THẮNG     | THẮNG   | AT         | AT             | LOẠI     |           |           |           |
| Như Mỹ          | QUA | AT         | THẮNG     | AT     | THẤP     | AT       | THẮNG     | THẮNG   | AT         | LOẠI           |          |           |           |           |
| Lệ Nam          | QUA | THẮNG      | AT        | AT     | AT       | THẮNG    | AT        | AT      | LOẠI       |                |          |           |           |           |
| Thu Anh         | QUA | THẮNG      | AT        | AT     | AT       | THẮNG    | AT        | LOẠI    |            |                |          |           |           |           |
| Tuyết Như       | QUA | AT         | AT        | THẮNG  | THẮNG    | LOẠI     |           |         |            |                |          |           |           |           |
| Mid Nguyễn      | QUA | THẮNG      | AT        | AT     | LOẠI     |          |           |         |            |                |          |           |           |           |
| Xuân Phúc       | QUA | AT         | THẮNG     | LOẠI   |          |          |           |         |            |                |          |           |           |           |
| Brian           | QUA | AT         | LOẠI      |        |          |          |           |         |            |                |          |           |           |           |
| Huy Quang       | QUA | LOẠI       |           |        |          |          |           |         |            |                |          |           |           |           |

     Thí sinh an toàn
     Thí sinh của đội chiến thắng thử thách nhóm (campaign)
     Thí sinh vào phòng loại trừ nhưng không bị loại
     Thí sinh vào phòng loại trừ và bị loại
     The Face Vietnam 2018
     Á quân
- Ở tập 12, team Minh Hằng chiến thắng thử thách nhóm. Mỗi huấn luyện viên được chọn một thí sinh bước vào chung kết, Minh Hằng chọn Trâm Anh, Thanh Hằng chọn Trung Kiên, Võ Hoàng Yến chọn Quỳnh Anh.

## Sau The Face
- Trung Kiên: Top 10 Hot Face Vietnam 2017, Top 16 Nam vương Toàn cầu 2018 cùng giải phụ Best Model.
- Quỳnh Anh: Top 10 Face of Asia 2019, Đăng quang Supermodel Me 2021, Á hậu 1 Miss Universe Vietnam 2024.
- Trâm Anh: theo đuổi lĩnh vực phim ảnh.
- Linh Chi: Top 41 Hoa hậu Hoàn vũ Việt Nam 2022 cùng giải phụ (Người đẹp Truyền thông, Top 22 Best Catwalk, Top 20 Best Face). MC đảm nhận concert Anh trai "say hi".
- Tuấn Kiệt:
- Thanh Long:
- H'Bella H'Đơk: Tham gia The New Mentor - Người mẫu Toàn năng 2023 (dừng chân ở vòng đối đầu)
- Như Mỹ: Top 41 Hoa hậu Hoàn vũ Việt Nam 2022 cùng giải phụ Người đẹp Thân thiện.
- Lệ Nam: Quán quân Người mẫu Thời trang Việt Nam 2018, Top 16 Hoa hậu Hoàn vũ Việt Nam 2022 cùng giải phụ (Best Face, Đại sứ vì cộng đồng, Top 22 Best Catwalk, Top 10 Best Introduction, Top 11 Best Interview, Top 5 Miss Tiktok), Top 10 Miss Universe Vietnam 2023 cùng giải phụ Người đẹp Truyền thông, Top 15 Hoa hậu Hòa bình Việt Nam 2024 cùng giải phụ (Top 18 Miss Elasten, Top 5 Best in Swimsuit), chị gái song sinh của Hoa khôi Đồng bằng sông Cửu Long 2015 Nguyễn Thị Lệ Nam Em.
- Thu Anh: theo đuổi lĩnh vực phim ảnh.
- Tuyết Như: Á hậu 1 Miss China-Asean Etiquette 2017 cùng 2 giải phụ là Miss Elegence và Best Smile, Top 16 Hoa hậu Hoàn vũ Việt Nam 2022 cùng giải phụ (Top 10 Best English Skill, Top 10 Best Body, Top 11 Best Interview, Top 10 Best Introduction, Top 10 Best Catwalk, Top 10 Best Face, Top 5 Best in Swimsuit), Á hậu 2 Hoa hậu Hòa bình Việt Nam 2022 cùng giải phụ (Top 18 Best Inspirational, Top 10 Best in Swimsuit).
- Mid Nguyễn:
- Xuân Phúc: tiếp tục theo đuổi lĩnh vực phim ảnh.
- Brian Trần:
- Huy Quang: Top 37 Siêu mẫu Việt Nam 2015, Á Quân 2 Vietnam's Next Top Model 2016